# Pherusa ehlersi
Pherusa ehlersi är en ringmaskart som beskrevs av Francis Day 1973. Pherusa ehlersi ingår i släktet Pherusa och familjen Flabelligeridae. Inga underarter finns listade i Catalogue of Life.